# 珍·泰妮
珍·泰妮（1920年11月19日—1991年11月6日），美國電影和舞台劇女演員。《羅娜祕記》（1944年）是她的代表作。 憑《爱到天堂》（1945年）提名奧斯卡最佳女主角獎。她的美貌為人稱道，20世紀霍士創辦人达里尔·扎纳克指她「毫無疑問是電影歷史裡最漂亮的女人」（Undeniably the most beautiful woman in movie history）。

## 早年
蒂尔尼于1920年11月19日出生在纽约的布鲁克林，她是霍华德·舍伍德·蒂尔尼和贝尔·拉维尼娅·泰勒的女儿。她的名字取自一位深受爱戴的叔叔，他去世时非常年轻。她有一个哥哥，Howard Sherwood "Butch" Tierney, Jr.，还有一个妹妹，Patricia "Pat" Tierney。他们的父亲是爱尔兰裔成功的保险经纪人，母亲是前体育教师。
蒂尔尼在康涅狄格州的韦斯特波特(Westport)长大，在康涅狄格州沃特伯里(Waterbury)的圣玛格丽特学校(St. Margaret’s School)和费尔菲尔德(Fairfield)的Unquowa学校就读。她在学校杂志上发表了她的第一首诗《夜》，并在她的一生中偶尔写诗。根据路易莎·梅·奥尔科特的小说，蒂尔尼在《小妇人》的学生作品中扮演乔。
蒂尔尼在欧洲待了两年，就读于瑞士洛桑的布里安蒙特国际学校，在那里她学会了流利的法语。她于1938年回到美国，在康涅狄格州法明顿的波特小姐学校就读。在一次去西海岸的家庭旅行中，她参观了华纳兄弟工作室，在那里，一位表哥曾担任历史短片的制作人。导演阿纳托尔·利特瓦克(Anatole Litvak)对她说，她应该成为一名演员。华纳兄弟想签合同，但她的父母建议她不要这样做，因为薪水相对较低;他们也希望她能有更高的社会地位。
蒂尔尼于1938年9月24日出道，当时她17岁。她很快厌倦了社会生活，她决定追求演艺事业。她的父亲说:“如果吉恩是演员，那就应该在合法的剧院。”蒂尔尼在纽约的一个小格林威治村的演播室里学习表演，与百老汇导演兼演员班诺·施奈德在一起。她成为了百老汇制片主任乔治·阿博特的门生。

## 演艺事业

### 百老汇
蒂尔尼在百老汇的第一部舞台剧是《过着什么样的生活》(1938)，她带着一桶水在舞台穿过。一位杂志评论家说:“蒂尔尼小姐当然是我见过的最漂亮的小姐了!”她也曾在舞台剧《追求享乐》(1938)做过替补演员
第二年，她出演了百老汇舞台剧《奥布莱恩夫人》(1939)中的莫莉·奥黛。《纽约时报》的评论家布鲁克斯·阿特金森写道:“作为一个来自古老国家的爱尔兰少女，吉恩·蒂尔尼在她的第一个舞台上表现得非常漂亮，而且非常谦虚。”同一年，蒂尔尼在《指环王2》(1939)中饰演佩吉·卡尔(Peggy Carr)，获得好评。《纽约先驱论坛报》(New York Herald Tribune)的影评人理查德·沃茨(Richard Watts)写道:“我认为蒂尔尼小姐不应该有一个有趣的戏剧生涯——也就是说，如果电影不绑架她的话。”
蒂尔尼的父亲成立了一个公司，以资助和促进她的演艺事业。1939年，哥伦比亚电影公司与她签了一份为期六个月的合同。她遇到了霍华德·休斯，她试图勾引他，但没有成功。由于自己来自于一个富裕的家庭，她对他的财富不感兴趣。休斯最终成为了一生的朋友。
在一位摄影师建议蒂尔尼减肥后，她给《时尚芭莎》杂志写了一篇关于饮食的文章，她在接下来的25年里一直坚持。蒂尔尼最初在国家丝绒乐队中担任主角，但生产被推迟了。当哥伦比亚电影公司没有找到蒂尔尼的项目时，她回到了百老汇，并在《雄性动物》(1940)中饰演帕特里夏·斯坦利(Patricia Stanley)，获得了关键和商业上的成功。在《纽约时报》上，布鲁克斯·阿特金森写道:“蒂尔尼在动画中表现出了她迄今为止最好的表现。”[6]在她20岁生日之前，她是百老汇的宠儿。这只雄性动物很受欢迎，而蒂尔尼则被列入《生活》杂志。她还被《时尚芭莎》、《Vogue》和《科利尔周刊》拍摄。
在《雄性动物》上演两周后，20世纪福克斯公司的负责人Darryl F. Zanuck成为观众。在表演过程中，他告诉一个助理注意蒂尔尼的名字。那天晚上晚些时候，扎努克去了鹳鸟俱乐部，在那里他看到了舞池里的一位年轻女士。他对他的助手说:“忘掉那个女孩吧。看看你能不能签个名“Tierney”。起初，扎努克并不认为她是他所见过的女演员。蒂尔尼(事后)说:“我总是有几个不同的‘相貌’，这在我的职业生涯中是很有用的。”

### 电影生涯
蒂尔尼最为人所知的是她在电影《罗娜秘记》(1944)中所扮演的角色，并凭借《爱到天堂》(1945)获得了奥斯卡最佳女演员奖提名。

## 健康
据报道，蒂尔尼在她的第一部电影放映后开始抽烟，以降低她的声音，因为她觉得“我听起来像一个愤怒的米妮老鼠。”后来她成了一个烟瘾很大的人。
在她个人生活中的困难事件中，蒂尔尼多年来一直在躁狂抑郁症中发作。1943年，她生下了一个女儿达里亚(Daria)，她是一个聋人和智力残疾的人，她在好莱坞的一家小公司当志愿者时，她的一个粉丝打破了风疹隔离并感染了怀孕的蒂尔尼。1953年，她因注意力不集中而出现问题，影响了她的电影形象。她退出了《红尘》，被格蕾丝·凯莉取代。在《乱世情天》中扮演安妮·斯科特时(1955年)，与亨弗莱·鲍嘉搭档，蒂尔尼病倒了。鲍嘉的妹妹弗朗西丝(也被称为帕特)患有精神病，所以他向蒂尔尼表示了极大的同情，在生产过程中给她喂了奶，并鼓励她寻求帮助。
蒂尔尼咨询了一名精神病医生，并被允许进入纽约的哈克尼斯馆。后来，她去了位于康涅狄格州哈特福德的学院。经过27次休克治疗，为了缓解严重的抑郁，蒂尔尼逃离了医院，但被抓获并返回。她后来成为了一个直言不讳的反对休克疗法的人，声称它已经摧毁了她的大部分记忆。
1957年12月底，蒂尔尼从她位于曼哈顿的母亲公寓里走到地上，在一个被认为是企图自杀的地方停留了20分钟。警察被叫来了，后来蒂尔尼的家人安排她住在堪萨斯州托皮卡的门宁格诊所。第二年，在治疗抑郁症之后，她被释放了。后来，她在当地一家服装店当销售小姐，希望能融入社会。但她被一位顾客认出，在报纸头条引起了轰动。
1958年晚些时候，20世纪福克斯公司邀请蒂尔尼在《情人节》(1959年)担任主角，但是她的压力太大了，所以只有几天的时间，她就退出了电影，回到了门宁格诊所一段时间。

## 复出
蒂尔尼在《华府千秋》(1962)中复出，并与法兰奇·汤恩合作。不久之后，她在《阁楼上的玩具》(1963)中扮演艾伯丁·普林(Albertine Prine)，根据莉莲·海尔曼(Lillian Hellman)的剧本创作。随后，在《满月的四个夜晚》中她与丹·戴利合作。她的表演获得了评论界的好评。
蒂尔尼的演艺生涯似乎回到了正轨，她在《蝶恋花娇》(1964)中饰演简·巴顿，但后来她突然退休了。1969年，她和唐·默里和雷·米伦一起回到电视电影《心灵之女》中出演主角。她的最后一场演出是在电视剧《霓裳恋曲》(1980)中。

## 个人生活
蒂尔尼结了两次婚:第一次是与奥莱格·卡西尼(Oleg Cassini)，他是一名服装和时装设计师，1941年6月1日与他私奔。她的父母反对这桩婚事，因为他来自俄裔意大利家庭，出生在法国。她有两个女儿，安托瓦内特·达莉亚·卡西尼(1943年10月15日- 2010年9月11日)和克里斯蒂娜 "蒂娜" 卡森(1948年11月19日- 2015年3月31日)。
1943年6月，在怀达莉亚的时候，蒂尔尼感染了风疹(德国麻疹)，很可能是患了这种病。达莉亚在华盛顿早产，体重3磅，2盎司(1.42公斤)，需要输血。风疹造成先天性损伤，达莉亚是聋子，白内障部分失明，并有严重的智障。她一生中大部分时间都被福利院收容。这整个事件是对1962年阿加莎·克里斯蒂小说《破镜谋杀案》中的一个情节的启发。
蒂尔尼的朋友霍华德·休斯支付了达莉亚的医疗费用，并确保了女孩得到了最好的照顾。蒂尔尼从未忘记他的善举。
蒂尔尼和卡西尼于1946年10月20日分居，并于11月10日签订了财产和解协议。这一时期的期刊记录了蒂尔尼与查尔斯·k·费尔德曼(Charles K. Feldman)的关系，其中包括与她的《两个人》有关的文章，她与费尔德曼(Feldman)是她的“当前最好的男友”。离婚将于1948年3月定案，但在那之前他们已经和解了。
在他们分居期间，蒂尔尼遇到了约翰·肯尼迪(John F. Kennedy)，他是一名二战退伍老兵。他们开始了一段罗曼史，在第二年，肯尼迪告诉她，由于他的政治野心，他不能和她结婚。在1960年，蒂尔尼给肯尼迪写了一张祝贺他在总统选举中获胜的字条。在此期间，报纸记录了蒂尔尼的其他人的罗曼史，包括柯克·道格拉斯。
在欧洲拍摄《私人事务》的过程中，她与阿里·汗王子开始了一段罗曼史。他们于1952年订婚，而可汗正在与丽塔·海华丝离婚。然而，他们的婚姻计划遭到了他父亲阿迦汗三世的强烈反对。
卡西尼后来留下了50万美元的信托给达莉亚和100万美元给克里斯蒂娜。卡西尼和蒂尔尼在1991年11月去世之前一直是朋友。
1958年，蒂尔尼遇见了德克萨斯州石油大亨w·霍华德·李，他从1953年就娶了女演员海蒂·拉玛。1960年7月11日，李和拉玛在科罗拉多州阿斯彭举行了一场长期的离婚战，之后李和拉玛离婚了。他们平静地生活在德克萨斯州的休斯顿和佛罗里达州的德尔雷海滩，直到1981年去世。
尽管蒂尔尼在德州自我放逐，但她还是收到了来自好莱坞的工作邀请，促使她东山再起。1960年11月，她在《通用电气剧场》(General Electric Theater)出演了一段视频，期间她发现自己怀孕了。不久之后，20世纪福克斯公司宣布蒂尔尼将在电影《重返故里》(1961)中扮演主角，但她流产后辞演。

## 晚年
蒂尔尼的自传《自画像》(Self-Portrait)于1979年出版，书中她坦率地讨论了自己的生活、事业和精神疾病。
蒂尔尼的第二任丈夫，w·霍华德·李，于1981年2月17日因长期患病去世。
1986年，蒂尔尼与演员格里高利·派克在西班牙的圣塞巴斯蒂安电影节上获得了第一个圣塞瓦斯蒂安电影节终身成就奖。
蒂尔尼在好莱坞星光大道6125号有一颗明星。

## 去世
1991年11月6日，蒂尔尼在休斯顿去世，享年71岁。她在休斯顿的格伦伍德公墓被埋葬。蒂尔尼在女儿达莉亚和克里斯蒂娜的陪伴下幸存了下来。在卫斯理大学(Wesleyan University)的电影档案中，有一些关于蒂尔尼电影相关材料、私人文件、信件等的文件，学者、媒体专家和公众都可以访问。

## 电影作品
| 年份 | 片名              | 角色                                 | 备注                                        |
| ---- | ----------------- | ------------------------------------ | ------------------------------------------- |
| 1940 | 弗兰克·詹姆斯归来 | Eleanor Stone                        |                                             |
| 1941 | 哈德逊湾          | Barbara Hall                         |                                             |
| 1941 | 烟草路            | Ellie Mae Lester                     |                                             |
| 1941 | 女罗宾汉          | Belle Starr                          |                                             |
| 1941 | 落日浴血记        | Zia                                  |                                             |
| 1941 | 上海风光          | Victoria Charteris aka Poppy Smith   |                                             |
| 1942 | 怒火情焰          | Eve                                  |                                             |
| 1942 | 多情女骗子        | Susan Miller (aka Linda Worthington) |                                             |
| 1942 | 雷鸟：空中战士    | Kay Saunders                         |                                             |
| 1942 | 中国姑娘          | Miss Haoli Young                     |                                             |
| 1943 | 天堂可以等待      | Martha Strabel Van Cleve             |                                             |
| 1944 | 罗娜秘记          | Laura Hunt                           |                                             |
| 1945 | 钟归阿达诺        | Tina Tomasino                        |                                             |
| 1945 | 爱到天堂          | Ellen Brent Harland                  | 提名 — 奥斯卡最佳女主角奖                   |
| 1946 | 神秘庄园          | Miranda Wells Van Ryn                |                                             |
| 1946 | 剃刀边缘          | Isabel Bradley Maturin               |                                             |
| 1947 | 幽灵与未亡人      | Lucy Muir                            |                                             |
| 1948 | 铁幕装置          | Anna Gouzenko                        |                                             |
| 1948 | 完美吸引力        | Sara Farley                          |                                             |
| 1949 | 漩涡              | Ann Sutton                           |                                             |
| 1950 | 四海本色          | Mary Bristol                         |                                             |
| 1950 | 铁牛金刚          | Morgan Taylor (Payne)                |                                             |
| 1951 | 鸿鸾双喜          | Maggie Carleton McNulty              |                                             |
| 1951 | 里维埃拉          | Lili Duran                           |                                             |
| 1951 | 红颜浩劫          | Marcia Stoddard                      |                                             |
| 1951 | 心有灵犀          | Midge Sheridan                       |                                             |
| 1952 | 一个牧人的道路    | Teresa                               |                                             |
| 1952 | 怒海雄风          | Dorothy Bradford                     |                                             |
| 1953 | 别让我走          | Marya Lamarkina                      |                                             |
| 1953 | 私人事务          | Kay Barlow                           |                                             |
| 1954 | 黑寡妇            | Iris Denver                          |                                             |
| 1954 | 埃及人            | Baketamon                            |                                             |
| 1955 | 乱世情天          | Anne Scott                           |                                             |
| 1962 | 华府千秋          | Dolly Harrison                       |                                             |
| 1963 | 阁楼上的玩具      | Albertine Prine                      |                                             |
| 1963 | 四个月圆之夜      | Herself                              | English title: Four Nights of the Full Moon |
| 1964 | 蝶恋花娇          | Jane Barton                          |                                             |

## 电视作品
| 年度 | 剧名                                    | 角色                       | 备注                                                                     |
| 1947 | The Sir Charles Mendl Show              | Herself                    |                                                                          |
| 1953 | Toast of the Town                       | Herself                    | Episode #6.33                                                            |
| 1954 | 26th Academy Awards                     | Herself                    | Presenter: Costume Design Awards                                         |
| 1957 | What's My Line?                         | Herself                    | Episode: August 25, Mystery gues                                         |
| 1960 | General Electric Theater                | Ellen Galloway             | Episode: "Journey to a Wedding"                                          |
| 1969 | The F.B.I.                              | Faye Simpson               | Episode: "Conspiracy of Silence"                                         |
| 1969 | Daughter of the Mind                    | Lenore Constable           | 电视电影                                                                 |
| 1974 | The Merv Griffin Show                   | Herself                    |                                                                          |
| 1979 | The Merv Griffin Show                   | Herself                    |                                                                          |
| 1980 | The Tonight Show Starring Johnny Carson | Herself                    |                                                                          |
| 1980 | The Mike Douglas Show                   | Herself                    |                                                                          |
| 1980 | Dinah!                                  | Herself                    |                                                                          |
| 1980 | Scruples                                | Harriet Toppington         | TV miniseries                                                            |
| 1999 | Biography                               | Herself (archive material) | "Gene Tierney: A Shattered Portrait", biographical documentary, March 26 |

## 广播作品
| 年份 | 片名                    | 角色                  | 备注 |
| ---- | ----------------------- | --------------------- | ---- |
| 1945 | Old Gold Comedy Theatre | A Lady Takes a Chance |      |
| 1946 | Lux Radio Theatre       | Dragonwyck            |      |
| 1946 | Hollywood Star Time     | Bedelia               |      |

## 相片
|  |  |  |

## 外部連結
- 珍·泰妮在互联网电影资料库（IMDb）上的資料（英文）
- TCM电影资料库上Gene Tierney的资料（英文）
- 互聯網百老匯資料庫（IBDB）上珍·泰妮的資料（英文）
- 在AllMovie上Gene Tierney的頁面（英文）
- 在Find a Grave上的珍·泰妮
- Gene Tierney: the Official Web Site
- Gene Tierney at The Biography Channel
- Gene Tierney: A Biography （页面存档备份，存于），Michelle Vogel製作。